# Arquebisbat de Huancayo
L'arquebisbat de Huancayo (espanyol: Archidiócesis de Huancayo , llatí: Archidioecesis Huancayensis) és una seu de l'Església Catòlica a Perú. Al 2013 tenia 812.000 batejats sobre una població de 874.000 habitants. Actualment està regida pel bisbe cardenal Pedro Ricardo Barreto Jimeno, S.J.

## Territori
La diòcesi comprèn cinc províncies a la regió peruana de Junín: Huancayo, Concepción, Chupaca, Jauja i Yauli.
La seu episcopal és la ciutat de Huancayo, on es troba la catedral de Santíssima Trinitat.
El territori s'estén sobre 15.145 km², i està dividit en 44 parròquies, agrupades en 5 vicariats, corresponents a les 5 províncies.

### Província eclesiàstica
La província eclesiàstica de Huancayo, instituïda el 1966, comprèn les següents diòcesis sufragànies:
- bisbat de Huánuco,
- bisbat de Tarma.

## Història
La diòcesi de Huancayo va ser erigida el 18 de desembre de 1944 mitjançant la butlla Supremum Apostolatus del Papa Pius XII, prenent el territori al bisbat de Huánuco. Originàriament era sufragània de l'arquebisbat de Lima.
El 15 de maig de 1958 cedí una porció del seu territori a benefici de l'erecció de la prelatura territorial de Tarma (avui diòcesi).
El 30 de juny de 1966 va ser elevada al rang d'arxidiòcesi metropolitana amb la butlla Quam sit christifidelibus del Papa Pau VI.

## Cronologia episcopal
- Leonardo José Rodriguez Ballón, O.F.M. † (6 de juliol de 1945 - 13 de juny de 1946 nomenat arquebisbe d'Arequipa)
- Daniel Figueroa Villón † (22 de setembre de 1946 - 17 de desembre de 1956 nomenat bisbe de Chiclayo)
- Mariano Jacinto Valdivia y Ortiz † (17 de desembre de 1956 - 10 de febrer de 1971 jubilat)
- Eduardo Picher Peña † (31 de maig de 1971 - 14 de juny de 1984 nomenat ordinari militar de Perú)
- Emilio Vallebuona Merea, S.D.B. † (30 d'agost de 1985 - 28 de novembre de 1991 mort)
  - Sede vacante (1991-1995)
- José Paulino Ríos Reynoso (2 de desembre de 1995 - 29 de novembre de 2003 nomenat arquebisbe d'Arequipa)
- Pedro Ricardo Barreto Jimeno, S.J., des del 17 de juliol de 2004

## Estadístiques
A finals del 2013, la diòcesi tenia 812.000 batejats sobre una població de 874.000 persones, equivalent al 92,9% del total.
| any  | població | població  | població | sacerdots | sacerdots       | sacerdots       | sacerdots             | diaques | religiosos | religiosos | parròquies |
| ---- | -------- | --------- | -------- | --------- | --------------- | --------------- | --------------------- | ------- | ---------- | ---------- | ---------- |
| any  | batejats | total     | %        | total     | clergat secular | clergat regular | batejats por sacerdot | diaques | homes      | dones      |            |
| 1950 | 380.000  | 380.000   | 100,0    | 73        | 32              | 41              | 5.205                 |         | 50         | 53         | 30         |
| 1965 | 370.000  | 400.000   | 92,5     | 78        | 42              | 36              | 4.743                 |         | 44         | 40         | 46         |
| 1970 | 370.000  | 390.000   | 94,9     | 48        | 14              | 34              | 7.708                 |         | 43         | 65         | 34         |
| 1976 | 755.652  | 785.652   | 96,2     | 56        | 31              | 25              | 13.493                | 1       | 32         | 64         | 34         |
| 1980 | 460.000  | 630.000   | 73,0     | 54        | 28              | 26              | 8.518                 |         | 33         | 61         | 34         |
| 1990 | 724.000  | 799.000   | 90,6     | 59        | 31              | 28              | 12.271                |         | 36         | 43         | 37         |
| 1999 | 745.027  | 827.808   | 90,0     | 53        | 31              | 22              | 14.057                | 1       | 29         | 72         | 44         |
| 2000 | 764.894  | 869.198   | 88,0     | 59        | 35              | 24              | 12.964                | 1       | 47         | 76         | 44         |
| 2001 | 998.350  | 1.092.993 | 91,3     | 72        | 46              | 26              | 13.865                | 1       | 47         | 72         | 44         |
| 2002 | 684.493  | 911.744   | 75,1     | 67        | 39              | 28              | 10.216                |         | 36         | 73         | 44         |
| 2003 | 720.224  | 783.107   | 92,0     | 63        | 41              | 22              | 11.432                |         | 35         | 73         | 44         |
| 2004 | 728.867  | 792.505   | 92,0     | 67        | 43              | 24              | 10.878                |         | 29         | 74         | 46         |
| 2006 | 748.000  | 807.000   | 92,7     | 62        | 40              | 22              | 12.064                |         | 29         | 80         | 44         |
| 2013 | 812.000  | 874.000   | 92,9     | 77        | 43              | 34              | 10.545                |         | 49         | 122        | 44         |